# Jacob Ymmeloot
Jacob (ook Jacques of Jaques) Ymmeloot (Ieper, 27 oktober 1574 – 1650) was heer van Steenbrugge, burgemeester van Ieper en dichter.

## Levensloop
Jonkheer Ymmeloot werd burgemeester van Ieper. Hij was een geleerd man, die gedichten schreef in het Frans, het Nederlands en het Latijn. Ymmeloot streefde naar een beter onderling begrip van Frans- en Nederlandstalige dichters door hen te wijzen op de ontwikkelingen in beide talen. Zo legde hij in zijn werk La France et la Flandre réformées (1626) aan een Franstalig publiek uit hoe de jambische vers zich in de Nederlandse poëzie ontwikkelde.

## Publicaties
- Kort gedingh tusschen d'oorloge ende vrede onder de namen van Bellona ende Astrea, vertooght aen Albert, eertshertoghe van Oostenrijck, &c., 1614.
- La France, et la Flandre réformées, ou Traicté, enseignant la vraye méthode d'une nouvelle poésie françoise, & thioise harmonieuse, et délectable, 1626.
- Triple mélange poétique, latine, française et thyoise, 1626.